# Darren Barber
Darren Barber (født 26. december 1968 i Victoria) er en canadisk tidligere roer og olympisk guldvinder.
Barbers første internationale resultat var en bronzemedalje ved junior-VM 1986 i firer uden styrmand. I 1989 deltog han i senior-VM i firer med styrmand, hvor det blev til en tiendeplads. Derefter kom han med i otteren, som i 1990 og 1991 vandt sølv ved VM. Han var også med ved OL 1992 i Barcelona. Besætningen bestod ud over Barber af Robert Marland, Andrew Crosby, Michael Forgeron, John Wallace, Derek Porter, Michael Rascher, Bruce Robertson og styrmand Terrence Paul. Canadierne vandt deres indledende heat sikkert, og i semifinalen rakte andenpladsen efter Rumænien til deltagelse i finalen. Finalen blev en tæt affære med under et halvt sekund mellem første- og tredjepladsen. Canadierne sikrede sig akkurat guldet foran Rumænien, mens Tyskland vandt bronze. Canadiernes tid i finalen på 1.29,53 minutter var ny olympisk rekord efter at rumænerne havde slået den i indledende heat med 1.30,21.
Efter OL 1992 skiftede han til toer uden styrmand, hvor han sammen med makkeren Phil Graham vandt guld ved Universiaden i 1993 vandt guld og året efter blev nummer fire ved VM. Ved Universiaden 1993 deltog Graham og Barber også i dobbeltsculler, hvor de vandt sølv. Ved VM 1995 efter var han med i fireren uden styrmand, der blev nummer tretten. Derpå vendte han tilbage til otteren, der deltog i OL 1996 i Atlanta. Den canadiske båd blev toer i indledende heat og vandt derpå opsamlingsheatet. Derved kom de i A-finalen, hvor de dog måtte nøjes med en fjerdeplads.
Efter OL 1996 trak Barber sig tilbage for at koncentrere sig om sin uddannelse til læge. I 1993 forsøgte han kortvarigt et comeback i otteren, og han var med til at vinde to World Cup-løb. Men han var imidlertid ikke godt tilpas med bådens træner, så han indstillede derpå endegyldigt sin aktive karriere. Han har siden arbejdet som læge Han blev i 1994 optaget i Canadas Sports Hall of Fame.
Darren Barber er barnebarn af ishockeyspilleren Syl Apps og fætter til Gillian Apps, der som ishockeyspiller har vundet tre OL-guldmedaljer og flere VM-medaljer.

## OL-medaljer
- 1992:  Guld i otter